# Oncidium galianoi
Oncidium galianoi är en orkidéart som först beskrevs av Stig Dalström och P.Nuñez, och fick sitt nu gällande namn av Mark W. Chase och Norris Hagan Williams. Oncidium galianoi ingår i släktet Oncidium och familjen orkidéer. Inga underarter finns listade i Catalogue of Life.